# Der Schrecken im Hause Ardon
Der Schrecken im Hause Ardon er en tysk stumfilm fra 1920 af Robert Wiene.

## Medvirkende
- Stella Harf
- Max Kronert
- Paul Mederow
- Georg H. Schnell
- Ernst Stahl-Nachbaur
- Kurt von Wangenheim